# TOMTEL
«TOMTEL» — компания, предоставляющая телекоммуникационные услуги на территории Томской области. Преимущественными городами охвата являются Томск и Северск.
Основное юридическое лицо компании — ООО «ТОМТЕЛ», услуги оказываются также через дочернюю компанию ООО «ТВ-7». Штаб-квартира — в Томске.
Генеральный директор в 2012 году — Конев Борис Федорович.
В 2018 году приобретён компанией «ЭР-Телеком».

## О компании
Компания является крупным интернет-провайдером и телевизионным оператором на территории Томской области, располагающая крупнейшей клиентской базой в Томске.
Пакеты услуг предоставляются в сфере интернета и кабельного телевидения по технологии «оптоволокно в дом» (FTTH).

## История
Основанием компании принято считать июнь 2002 года.
В различные годы компанией был проведен целый ряд сделок по скупке крупных городских (а также домашних) компьютерных сетей: «Ivanco.Net», «Prosto.net», «Winka-Net», «Plexus.Net» (июнь 2007 года), «Scalpnet» (декабрь 2007), «DomINet» (май 2008), «DaNet» (июль 2008). «Qwertynet» (август 2008), «MultiGrad» (сентябрь 2008).
Большая часть подключений производилась по технологии DOCSIS, вызывавшей шквал неудовольствия пользователей, и от которой компания вскоре отказалась, одновременно начав широкомасштабную реконструкцию всей сети.
С 2010 года в компании происходит реконструкция сетей, головного оборудования и АТС. В июле 2011 года компания прошла сертификацию в международной системе менеджмента качества ISO 9001:2008.
С октября 2011 года компания входит в состав крупной Российской телекоммуникационной группы "СтрелаТелеком"  консолидированной фондом прямых инвестиций "ЭльбрусКапитал" .
В начале ноября 2011 года компания объявила о своем слиянии с «Good Line» (Кемерово) и «Новотелеком» (Новосибирск), что должно было привести к созданию единого крупнейшего в Сибири провайдера, предоставляющего услуги широкополосного доступа в интернет и кабельного телевидения. Предполагалось, что абонентская база объединенного оператора составит более 250 тыс. активных абонентов ШПД и более 80 тыс. пользователей КТВ в 11 городах Кемеровской, Новосибирской и Томской областей. Также предполагалось создание прямых каналов между городами на скорости до 10 Гбит/сек, что позволило бы формировать крупнейшую пиринговую сеть в Сибири. Сделка по слиянию компаний должна была завершиться в 2012 году после окончания всех юридических процедур и получения необходимых одобрений. Выручка объединенного оператора за 2012 год планировалась в размере 1,8 млрд рублей.
С 2009 года в компании внедрялась единая система автоматизации деятельности операторов связи АСР Fastcom 11.
В конце декабря 2011 года было запущено тестовое вещание цифрового кабельного телевидения стандарта DVB-C.
С апреля 2012 года открыт доступ к Электронному городу и файлообменной сети «Пирс».
В сентябре 2018 года собственником компании является Strl Telecom Holdings Ltd. (Кипр), и ФАС одобряет покупку «Томтела» компанией «ЭР-Телеком».